# Ragged Old Flag (brano)
(Johnny Cash, introduzione della canzone prima di eseguirla in concerto)
Ragged Old Flag è un brano musicale del 1974 di Johnny Cash, inciso nell'album omonimo.

## Il brano
Il brano è un semplice parlato, con la tipica voce profonda di Cash, abbellito da una musica in sottofondo.
La canzone narra del protagonista che incontra un anziano signore di un piccolo paese il quale, dicendo di non volersi vantare, gli racconta le vicissitudini della bandiera americana appesa nella piazza della cittadina; si viene a scoprire che la bandiera ha affrontato molte guerre nei decenni e che molti americani hanno lottato per difenderla e, nonostante sia consumata, la bandiera non è mai andata distrutta. La storia si conclude con l'anziano signore che si dice orgoglioso di avere il dovere di difendere quella bandiera e, a differenza di come aveva esordito, ammette invece di essersi vantato un po' di quella bandiera, che per la gente come lui significa così tanto.

## Curiosità
- La canzone viene spesso suonata in varie occasioni ogni 4 luglio, festa nazionale degli Stati Uniti
- Il brano è considerato "anti-flag burning", ovvero una canzone contro il vilipendio alla bandiera